# Рафаель Алвеш душ Сантуш
Рафаель Алвеш душ Сантуш (порт. Rafael Alves dos Santos, нар. 10 листопада 1984, Жаботікабал) — бразильський футболіст, захисник азербайджанської «Габали».

## Ігрова кар'єра
У дорослому футболі дебютував 2001 року виступами за команду клубу «Понте-Прета», в якій провів п'ять сезонів, взявши участь у 63 матчах чемпіонату.
У 2007 році перейшов у «Інтернасьйонал», але не зміг закріпитися у команді і того ж року перейшов у «Атлетіку Паранаенсе». У новій команді Рафаель також нечасто потрапляв в основний склад, тому був відданий в оренду у «Віторію» (Салвадор), а після того в італійську «Болонью». У жодному з клубів Рафаель також не зміг закріпитись, тому влітку 2010 року він повернувся до «Атлетіку». Цього разу відіграв за команду з Куритиби наступні два роки своєї ігрової кар'єри. За цей час він зіграв у 19 матчах чемпіонату і забив один гол.
До складу клубу «Арсенал» (Київ) приєднався 26 червня 2012 року, підписавши контракт на два роки. За півтора сезони провів 23 матчі в чемпіонаті і два у кубку і восени 2013 року, після зняття «канонірів» з чемпіонату, покинув команду.
У січні 2014 року на правах вільного агента підписав контракт з азербайджанською «Габалою».

## Досягнення
- Чемпіон штату Баїя: 2008